# Derek Porter
Derek Porter (født 2. november 1967 i Belfast, Nordirland) er en canadisk tidligere roer og olympisk guldvinder.
Porter blev interesseret i roning, da han mødte den tidligere OL-guldvinder Grant Main. Han roede først toer uden styrmand, men han skiftede snart til otteren. Den canadiske otter vandt VM-sølv i 1990 og 1991.
Canadierne var derfor blandt medaljefavoritterne ved OL 1992 i Barcelona. Den canadiske båd vandt sit indledende heat, men blev i semifinalen besejret af Rumænien, der havde sat olympisk rekord i deres indledende heat. Andenpladsen var dog tilstrækkelig til at sende canadierne i finalen, og her fulgtes feltet ad, indtil canadierne trak fra ved 1500 m. Rumænerne var nær ved at indhente dem, men med en tid på 1.29,53 minutter (ny olympisk rekord) holdt canadierne deres førsteplads, 0,14 sekund foran rumænerne, mens det tyske hold var lidt over et halvt sekund yderligere bagud på tredjepladsen. Det var anden gang canadierne vandt OL-guld i denne disciplin, og udover Porter bestod bådens besætning af Darren Barber, Michael Forgeron, Robert Marland, John Wallace, Andrew Crosby, Michael Rascher, Bruce Robertson og styrmand Terrence Paul.
Efter OL 1992 skiftede Porter til singlesculler, og ved VM 1993 blev han verdensmester i denne disciplin. De to følgende verdensmesterskaber var dog mindre succesrige for ham, da han i 1994 blev nummer otte og i 1995 nummer syv. Bedre gik det, da han stillede op i disciplinen til OL 1996 i Atlanta. Han kvalificerede sig til semifinalen ved at vinde sit indledende heat, og i semifinalen blev han nummer to efter schweizeren Xeno Müller. I finalen var det også disse to roere, der kæmpede om mesterskabet, og skønt Porter førte en stor del af vejen, var Müller hurtigst i slutningen og sejrede med et forspring på 0,60 sekund til Porter, der vandt sølv med et forspring på 0,27 sekund til den regerende olympiske mester, tyskeren Thomas Lange.
Efter OL nedsatte Porter sin træningsindsats og brugte mere energi på sine studier, men han stillede fortsat op til VM, uden store resultater. I 1999 lagde han på ny flere kræfter i sin sport, hvilket resulterede i to medaljer: Guld ved de panamerikanske lege og bronze ved VM. Der var derfor høje forventninger til hans deltagelse ved OL 2000 i Sydney. Han vandt sit indledende heat og blev nummer to i semifinalen efter newzealænderen Rob Waddell, men i finalen kunne han ikke helt følge med og endte med en fjerdeplads lige uden for medaljerækken, blot 0,27 sekund fra Marcel Hacker på tredjepladsen; Waddell vandt guld.
Efter OL indstillede han sin karriere (selv om han kortvarigt forsøgte et comeback i 2006); i stedet har han nedsat sig som kiropraktor. Han blev optaget i Canadas Olympiske Hall of Fame i 1994 og i Canada Sports Hall of Fame i 2012.

## Resultater

### OL-medaljer
- 1992:  Guld i otter
- 1996:  Sølv i singlesculler

### VM-medaljer
- VM i roning 1993:  Guld i singlesculler
- VM i roning 1990:  Sølv i otter
- VM i roning 1991:  Sølv i otter
- VM i roning 1999:  Bronze i singlesculler